# Splinter (Teenage Mutant Ninja Turtles)
Mestre Splinter é um personagem fictício da banda desenhada Teenage Mutant Ninja Turtles e de toda a media relacionada. Criado por Kevin Eastman e Peter Laird, apareceu pela primeira vez em Teenage Mutant Ninja Turtles #1 (Maio de 1984).
Splinter é o rato mutante sensei e pai adoptivo das Tartarugas Ninja, treinado no Japão na arte do Ninjutsu pelo seu dono e mestre, Hamato Yoshi. Splinter tem três histórias de origem, dependendo da media onde é usada. Na versão original, era animal de estimação de Yoshi, noutras versões é ele mesmo Yoshi, mas em todas acabou por sofrer a mutação para um rato de tamanho humano. Adaptações que não incluem Yoshi tornam Splinter apenas um rato mutante que aprende ninjutsu. Seu nome é uma paródia a Stick, sensei do Demolidor (se "stick" é um bastão, "splinter" é uma lasca).
Splinter teve a voz de Peter Renaday na série de 1987, Kevin Clash nos filmes de 1990 e 1991, James Murray em Teenage Mutant Ninja Turtles III, Stephen Mendel na série de 2003, Mako no filme de 2007, TMNT, Hoon Lee na série de 2012,  Tony Shalhoub no filme de 2014 e sua sequência, Eric Bauza na animação Rise of the Teenage Mutant Ninja Turtles, e Jackie Chan no filme de 2023 Teenage Mutant Ninja Turtles: Mutant Mayhem.